# Microphthalmus aciculata
Microphthalmus aciculata är en ringmaskart som beskrevs av Hartmann-Schröder 1962. Microphthalmus aciculata ingår i släktet Microphthalmus och familjen Hesionidae. Inga underarter finns listade i Catalogue of Life.